# 上海市开元学校
上海市開元學校（英語：Shanghai Kaiyuan School）是位于上海市長寧區的一所九年一貫制的公立學校。是於1992年8月由長寧區教育局及華陽路街道社區教育委員會聯合創辦的新型學校。由长宁区教育局管理，现任校长为张俭女士。

## 学校文化

### 历史及背景
上世纪50年代原为“武夷路第三小学”，旧校址在操场东侧一隅。改革开放后，学校得到海外爱国华人的捐助，改为九年制小学、初中连读学校。
2003年4月，上海市教委命名为“上海市素质教育实验学校”。
2004年9月，上海市開元中學更名為上海市開元學校。并獲准成為“上海市中學勞動技術學科課程與教學研究基地”。

### 校训
开元至诚，固本修德。

## 学校相关
開元學校管樂團聘請上海音樂家協會管樂專業委員會副主任、原上海武警軍樂團團長徐榮為藝術總監兼常任指揮。